# 魚化仁
魚 化仁（朝鮮語: 어화인）は、高麗の文官であり、朝鮮氏族の咸従魚氏の始祖である。
中国左馮翊出身であり、南宋の戦乱を避けるため、江原道に亡命した。その後、平安道の咸従県に定住した。魚化仁は、高麗明宗時代に戸長同正を務めた。 